# DB-Baureihe 706
Als Baureihe 706 werden Oberleitungsmontagefahrzeuge (OMF) der Deutschen Bahn AG bezeichnet.
Das Unternehmen Gleisbaumechanik Brandenburg stellte dieses Fahrzeug auf der Hannover Messe 1997 unter der Bezeichnung „OMF 1“ vor. Drei der Fahrzeuge wurden für die Deutsche Bahn gefertigt, die sie unter der Baureihe 706 einreihen wollte. Bei der Abnahme erhielten sie jedoch die Nebenfahrzeugnummern 97 99 10 101–103.

## Rahmen und Wagenkasten
Der Fahrzeugrahmen ist aus Quer- und Längsträgern zusammengeschweißt, wobei die Längsträger für Pufferstöße von bis zu 1.500 kN ausgelegt sind. Das Fahrzeug ruht auf zwei Drehgestellen vom Typ „GPH200“ mit je zwei Achsen. Das eine der beiden Drehgestelle ist angetrieben, das andere ist nur ein Laufdrehgestell. Neben Zug- und Stoßeinrichtungen der Regelbauart besitzt das OMF 1 auch Kupplungen und Bremsanschlüsse für das Mitführen von Anhängern in Nebenfahrzeug-Bauart. Der Wagenkasten besitzt eine Außenhaut aus Stahlblech.

## Antrieb
Diese Baureihe verfügt über zwei verschiedene Motoren. Ein MAN-Zehnzylinder-Dieselmotor des Typs „D 2840 LF20“ mit einer Leistung von 441 kW bei 1.900 min−1 ist bei der Streckenfahrt im Einsatz. Für Arbeitsfahrten mit bis zu 5 km/h ist zusätzlich ein hydrostatischer Antrieb mit einem MAN-Vierzylinder-Dieselmotor des Typs „D 0824 LFL 06“ mit einer Leistung von 89 kW bei 1.500 min−1 eingebaut worden. Dieser Motor dient auch der Versorgung von Hydraulikaggregaten für Hubbühne und Kran sowie des Luftpressers.

## Innenraum und Ausrüstung
Das OMF 1 besetzt an beiden Enden Führerstände, die eigene Außentüren besitzen. An einem Ende des Fahrzeugs ist vor dem Führerstand ein Drehkran auf einer Plattform installiert. Hinter diesem Führerstand folgt ein Sozialraum, in dem sich auch der Zugang zum Dach befindet. Den Rest des Fahrzeugaufbaus nimmt der Laderaum mit kleinem Werkstattbereich ein, der auf beiden Seiten durch 5 Meter breite Ladeöffnungen mit Rolltoren verfügt. Auf dem Dach befinden sich ein Messstromabnehmer, ein Hubsteiger mit Arbeitsbühne sowie eine Anhebevorrichtung für die Oberleitung.

## Einsatz
Die Bezeichnung als Oberleitungsmontagefahrzeug beschreibt den Einsatzzweck: den Auf- und Umbau von Oberleitungsanlagen. Alle Fahrzeuge kommen für die DB Bahnbau Gruppe zum Einsatz, die sie von der DB Bahnbau übernommen hat.